# Ђула Силађи (фудбалер)
Ђула Силађи (мађ. Szilágyi Gyula; Дебрецин, 18. јануар 1923 — Будимпешта, 17. октобар 2001 био је мађарски фудбалер и тренер. Са постигнутих 17. голова био је најбољи стрелац мађарске лиге  у сезони 1957. године. У спортској штампи био је познат као Силађи I . За живота је одиграо 919 утакмица и постигао 1.114 голова, са просеком од 1,21 гола по мечу.

## Каријера
У каријери је играо само за два клуба Дебрецин и Вашаш, мада је био више упамчен као играч Вашаша. Као центарфор Вашаш СК, био је мршави, висок са надимком „Сизи” био је играч са одличним техничким карактеристикама и игром на модеран начин. Добро је држао лопту са обе ноге. Мало ко је могао да се такмичи са њим у играма главом. Много се кретао по терену и вешто распоређивао лопте. Његова ситуациона свест пред голом и способност да постигне гол показали су се потпуно „страшним“. Стално је ногама и главом претио противничкој мрежи. Увек се борио спортским средствима и примерним ентузијазмом.

## Репрезентација
Између 1947. и 1950. године у репрезентацији Мађарске се појавио 12 пута и постигао 9 голова. Дванаестоструки је Б репрезентативац (1946–57, са 12 голова), играо је за репрезентацију Будимпеште једном (1948), а за другу репрезентацију два пута (1952–54, 2 гола). Своју најбољу партију одиграо је 4. јуна 1950. на пријатељској утакмици против Пољске у Варшави, када је Мађарска победила са 5 : 2. Тада је са три гола допринео победи у гостима.

## Тренер
Као тренер, помагао је у Вашашу где је радио са резервним тимом и у Волану где је радио са младима. Такође се између ова два посла опробао као главни тренер у ФК Ганз Мавагу, али без неког запаженијег резултата.

## Достугнућа
- Мађарска лига
  - шампион: 1957. пролеће
  - 2.: 1945/46, 1947/48
  - Најбољи стрелац првенства: 1957. пролеће (17. голова)
- Куп Мађарске (MNK)
  - победник: 1955.
- Митропа куп (KK)
  - победник: 1956, 1957
- Magyar Köztársasági Sportérdemérem ezüst fokozat (1949)[4]
- A Magyar Népköztársaság kiváló sportolója (1951)[5]
- A Gépipar Kiváló Dolgozója (1956)[6]
- A Magyar Népköztársaság Kiváló Sportolója (1956)[7]
- Фудбалер године: 1955